# التدبر في القرآن (كتاب)
التدبر في القرآن كتاب شيعي من تأليف  محمد رضا الشيرازي، وهو يشرح كيفية فهم القرآن الكريم مع تفسير سورة الفاتحة وسورة البقرة وسورة آل عمران، وقد دمج معه كتاب كيف نفهم القرآن

## معلومات عامة حول الكتاب
ركز الكاتب على الفهم الشمولي للقرآن الفهم الحيوي للقرآن، وقد انتقد عدم استخدام القرآن بشكل صحيح:

ويعني ذلك أن الأمة أخذت تحصر الاستفادة من القرآن في مجالات محدودة، فالبعض اتخذ القرآن طريقاً للكسب وبابا للأرزاق. والبعض الآخر اعتبره وسيلة للعلاج فحسب، فإذا ضعف بصره، أو وجعت أسنانه، أو آلمته أمعاؤه، هرول إلى القرآن ليتلو آيات معينة منه حتى ترتفع بسببها هذه الأسقام، وأما في غير هذه الحالة فلا شأن له بالقرآن.
وقد أخذ المفسر والمستنبط من القران الكريم العزب السيد فصل كامل في كتابه المعالجين بكلام الله علي مر العصور استبيان وتدبر واستند لبعض كلمات هذا الكتاب بل وبعض الجمل وهو بنفسه قال اخذت بعض الكلمات من كتاب اثق به

وقد اعتمد الكتاب على بعض كتب التفسير عند الشيعة، مثل:
- الميزان في تفسير القرآن للطباطبائي
- تقريب القرآن إلى الأذهان، محمد الشيرازي
- نور الثقلين، عبد علي بن جمعة العروسي الحويزي.